# Raimond Nazaire Guillaume Marie Bär von Hemmersweil
Raimond Nazaire Guillaume Marie Bär von Hemmersweil (Batavia, 4 februari 1861 – 8 oktober 1909) was een Nederlands bankdirecteur en politicus.
Hij werd geboren in het toenmalig Nederlands-Indië als zoon van Raimond Nazaire Bär (1831-1890; officier bij de KNIL) en Clasina Angenis Adriana van Welij (1833-1904). Hij was eerste klerk bij het Departement van Koloniën voor hij in 1887 promotie maakte tot adjunct-commies. In 1895 kreeg hij een jaar verlof en drie jaar later was hij daar in dezelfde rang nog werkzaam toen hem eervol ontslag verleend werd. Kort daarop werd hij een van de directeuren van de net opgerichte Residentiebank. In 1905 volgde hij C.F. Schoch op als directeur-voorzitter van de Surinaamsche Bank in Suriname. 
Naast zijn werk als bankdirecteur was hij actief in de politiek. Begin 1908 werd hij bij tussentijdse verkiezingen verkozen tot lid van de Koloniale Staten maar later dat jaar gaf hij het Statenlidmaatschap alweer op.
Bär von Hemmersweil overleed in 1909 op 48-jarige leeftijd.
De gouverneur van Suriname verleende hem in 1907 toestemming om zijn geslachtsnaam te veranderen van 'Bär' in 'Bär von Hemmersweil'.